# Multitarefa cooperativa
A multitarefa cooperativa é uma abordagem para a implementação de sistemas operativos multitarefa. O compartilhamento do processador é gerido pelos próprios programas, que cedem voluntariamente o controlo para outros programas em pontos definidos pelos programadores. Os utilizadores podem executar dois ou mais programas, mas o programa que se encontra em primeiro plano ganha o controlo do processador.
A vantagem deste modelo reside na simplicidade do desenho do sistema operativo, mas em contrapartida ele é menos estável já que uma aplicação mal escrita pode "congelar" todo o sistema.
Os sistemas operativos da Microsoft anteriores ao Windows 95 e ao Windows NT eram implementados com multitarefa cooperativa. 